# Adaios (Dichter)
Adaios war ein griechischer Epigrammdichter, der aus Makedonien stammte. Er verfasste Epigramme auf die makedonischen Könige Philipp II. und Alexander den Großen, die zum Teil in der Anthologia Palatina überliefert sind.